# Rain (canção do The Cult)
"Rain" é uma canção da banda inglesa The Cult, que em 1985 alcançou a 17ª posição no ranking de singles do Reino Unido. Foi o segundo single do segundo álbum de estúdio da banda, Love (1985).

## Desenvolvimento
A música foi provisoriamente intitulada "Sad Rain" durante os estágios de escrita e gravação, inspirando o interesse do vocalista / líder Ian Astbury na época na cultura norte-americana nativa e uma dança da chuva do povo Arizonan Hopi.     

## Histórico de desempenho
Apesar da popularidade da música com o público da banda, e sendo um de seus lançamentos mais bem-sucedidos comercialmente, depois de tocá-la em 24 de novembro de 1989 na Arena Wembley, Astbury perguntou à multidão: "Então você gosta dessa?", E depois aplaudiu resposta, ele respondeu com "Bem, pessoalmente eu não, mas aí está você. . "

## Em outras mídias
A versão original da canção é usada na trilha sonora do videojogo Grand Theft Auto V.     